# مات ميتشيل (لاعب كرة مضرب)
مات ميتشيل (بالإنجليزية: Matt Mitchell)‏ هو لاعب كرة مضرب أمريكي، ولد في 16 مارس 1957 في بيركيلي في الولايات المتحدة.

## وصلات خارجية
- مات ميتشيل على موقع رابطة محترفي التنس (الإنجليزية)
- مات ميتشيل على موقع الاتحاد الدولي لكرة المضرب (الإنجليزية)
- مات ميتشيل على موقع خلاصة التنس.كوم (الإنجليزية)